# 德国驻济南领事馆旧址
德国驻济南领事馆旧址位于山东省济南市市中区经二纬二路口西北角，原济南市人民政府院内。该建筑为济南商埠地区的早期西式建筑之一，对火车站一带德国建筑风格的形成具有重要影响。

## 历史
该馆的前身为1902年设立的德国驻济南商办处，兼具领事代办处的作用，为济南最早的外事机构。最初清政府以济南自开商埠、未与任何国家签订条约为由，婉言拒绝各国在济南设领事馆。1903年6月，在德国政府授意下，德商贝斯在其别墅内升起德国国旗、悬挂匾额，声称建立领事馆，在不久后的8月（一说10月）得到了承认，原商办委员梁凯为首任领事，除胶州、登州、莱州外（后两处归烟台领事馆管辖），山东全省的德中交涉事务均由该馆负责。例如该馆曾参与胶济铁路公司、德华银行以及各类洋行的开设和经营，对德国控制商埠地区的经济起到了重要作用。
1917年3月，该馆因中德两国在一战中断绝外交关系而被撤销，1922年5月随着两国邦交、通商条约的签订，领事馆亦恢复。1945年5月，因德国在二战中战败，该馆再次奉令撤销，同年11月，山东省政府奉中华民国外交部令接收馆舍，人员均被遣返回国。

## 建筑
该馆馆舍包括东部的办公室兼职员宿舍和西部的领事办公室与府邸两部分，两楼之间为花园，其中西楼即为原贝斯别墅，两层，带阁楼和地下室，砖木石结构，具有德国乡村别墅生动活泼的风格。东楼亦为两层，原呈前后两楼以连廊相接的“凹”字形布局，今仅存前楼，立面采用三段式，屋面为覆红瓦双坡顶。